# Anoplodactylus torus
Anoplodactylus torus är en havsspindelart som beskrevs av Child och Hedgpeth, J.W. 1971. Anoplodactylus torus ingår i släktet Anoplodactylus och familjen Phoxichilidiidae. Inga underarter finns listade i Catalogue of Life.